# 28317 Aislinndeely
28317 Aislinndeely è un asteroide della fascia principale. Scoperto nel 1999, presenta un'orbita caratterizzata da un semiasse maggiore pari a 2,6551785 UA e da un'eccentricità di 0,0810128, inclinata di 1,65517° rispetto all'eclittica.